# Ехідо (сільськогосподарська комуна)

Ехідо в Текіскіаку

Ехідо (ісп. ejido', МФА: [eˈxiðo], від лат. exitum) — у Мексиці — сільськогосподарська громада і землі, що належать цій громаді. Член ехідо — ехідатар[уточнити]. Ехідо створено на основі ст. 27 Конституції 1917 року, яка проголосила розподіл землі між безземельними селянами. Ехідо багато в чому нагадують російську общину кінця XIX — початку XX століття та радянські колективні господарства 1930—80-х років. Історично вони пов'язані з ацтекськими «кальпуллі», а також сягають корінням у комунальну земельну власність, відому іспанському праву.

## Історія
Традиційно в Мексиці склалася система землеволодіння, яка поєднувала общинну власність на землю та її індивідуальну обробку. Ехідо складається з оброблюваної землі, пасовищ, інших необроблюваних земель та ділянок для забудови. Здебільшого оброблювану землю розділено на сімейні володіння, які не можна продати, але можна передати у спадок. Реформи 1855 року (див. ст. Закон Лердо і Війна за реформу), скеровані на позбавлення земель релігійних і цивільних «корпорацій», сприяли знеземленню багатьох селян. Але конституція 1917 року експропріювала і повернула землі, відібрані в ехідо, а також розділила великі маєтки на дрібні наділи. Найбільшу підтримку ехідо мали за президента Ласаро Карденаса.
16 березня 1971 року прийнято закон, який обмежував операції з передання ехідальної землі іншим юридичним чи фізичним особам. Той самий закон встановлював, що, якщо ехідатар не брав участі в колективній обробці землі протягом шести місяців від початку робіт, він втрачав права на виділений йому наділ. У законі передбачалося припинення права власності в разі залишення ехідатарем землі без нагляду протягом двох або більше років. Ті самі санкції накладалися, якщо ехідатар ухилявся від виконання колективних робіт.
Закон 1971 року також забороняв усі форми відчуження ділянок, оренду ехідальних ділянок чи інші правочини за участю третіх осіб. Оброблювані ділянки не переходили у власність осіб, що їх обробляли, і вважалися власністю ехідального господарства.
Контроль над ехідо здійснювали державні органи, вони встановлювали норми організації та розвитку сільськогосподарської, тваринницької та лісогосподарської діяльності ехідо. Вони санкціювали рішення загальних зборів та керівних місцевих органів, анулювали будь-які рішення, що не пройшли раніше офіційної апробації, заносили до реєстру будь-які договори про виділення кредитів. Скуті жорсткими регламентами державних організацій ехідо не мали змоги забезпечити ефективне використання землі. В ехідо складалася соціальна диференціація, що розкладала громаду зсередини.

Поділ ділянок ехідо на дрібніші внаслідок успадкування призводить до неефективного використання землі. Це, відсутність капіталовкладень і нестача освіти затримувало прогрес ехідо. Тим не менш, у деяких галузях, таких як обробка бавовни, ехідо показували добрі результати.

Ехідо в муніципалітеті Куаутемок (Сакатекас)
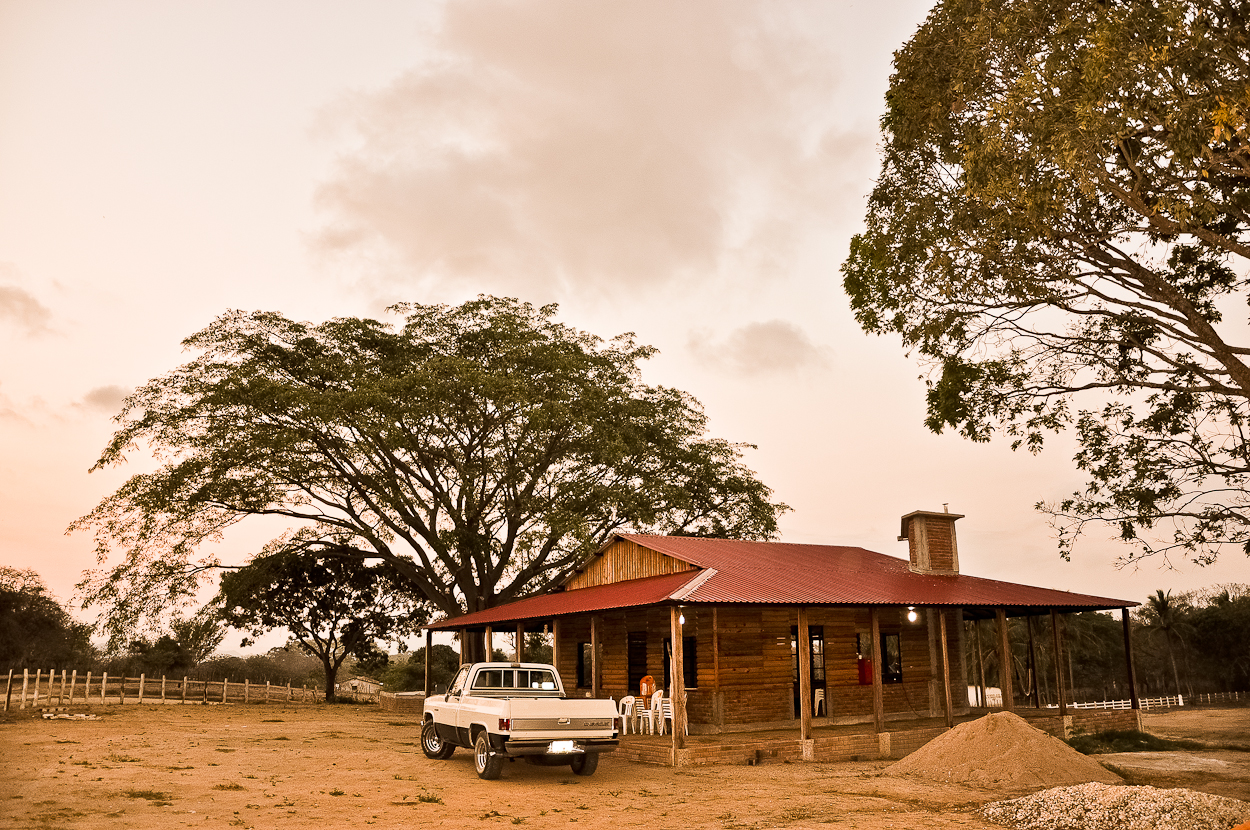
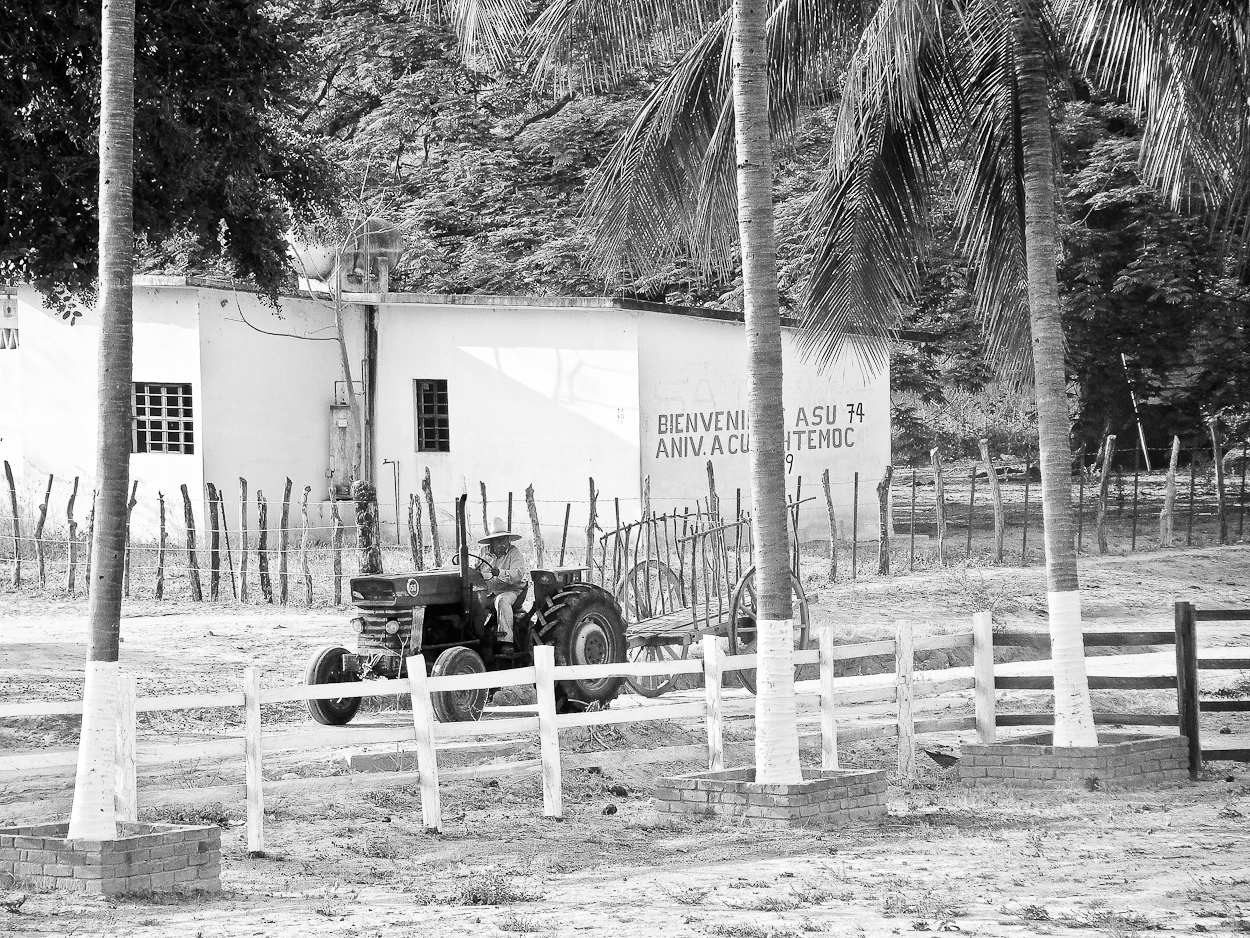
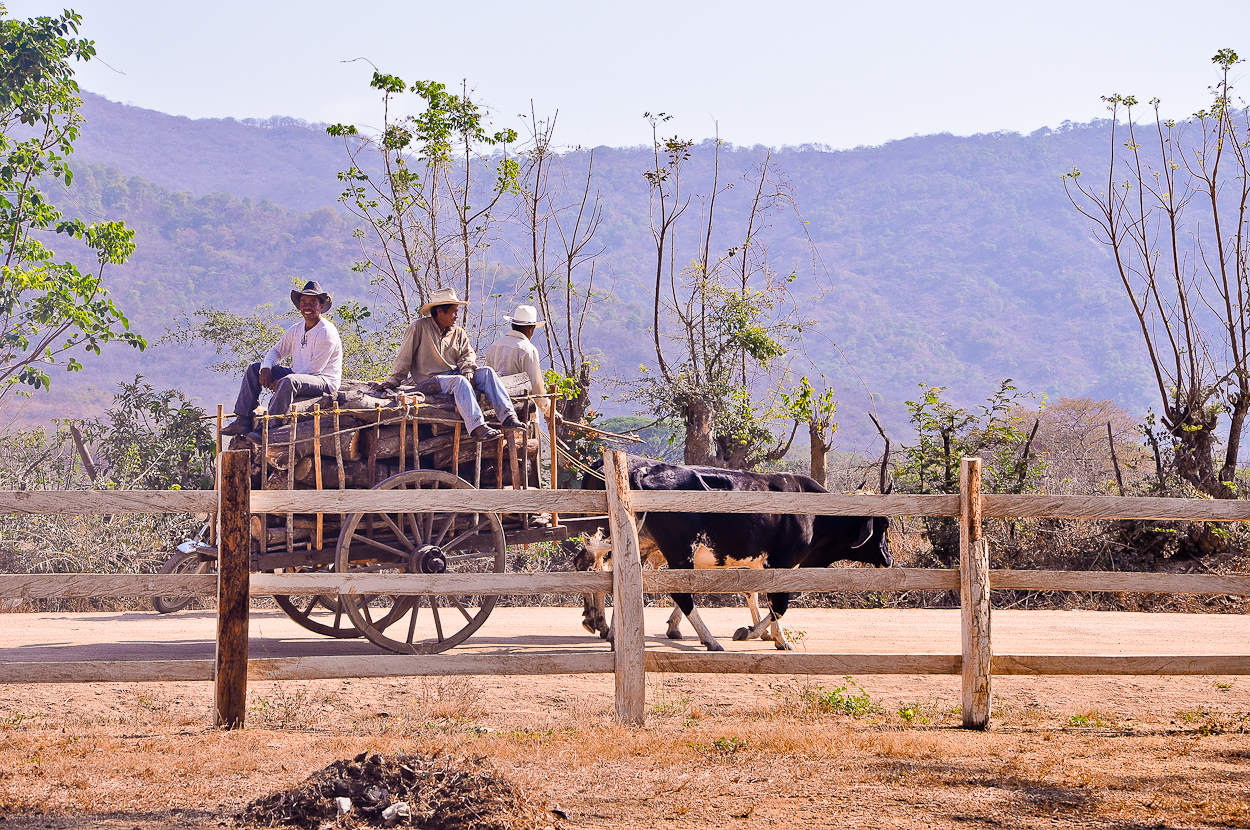
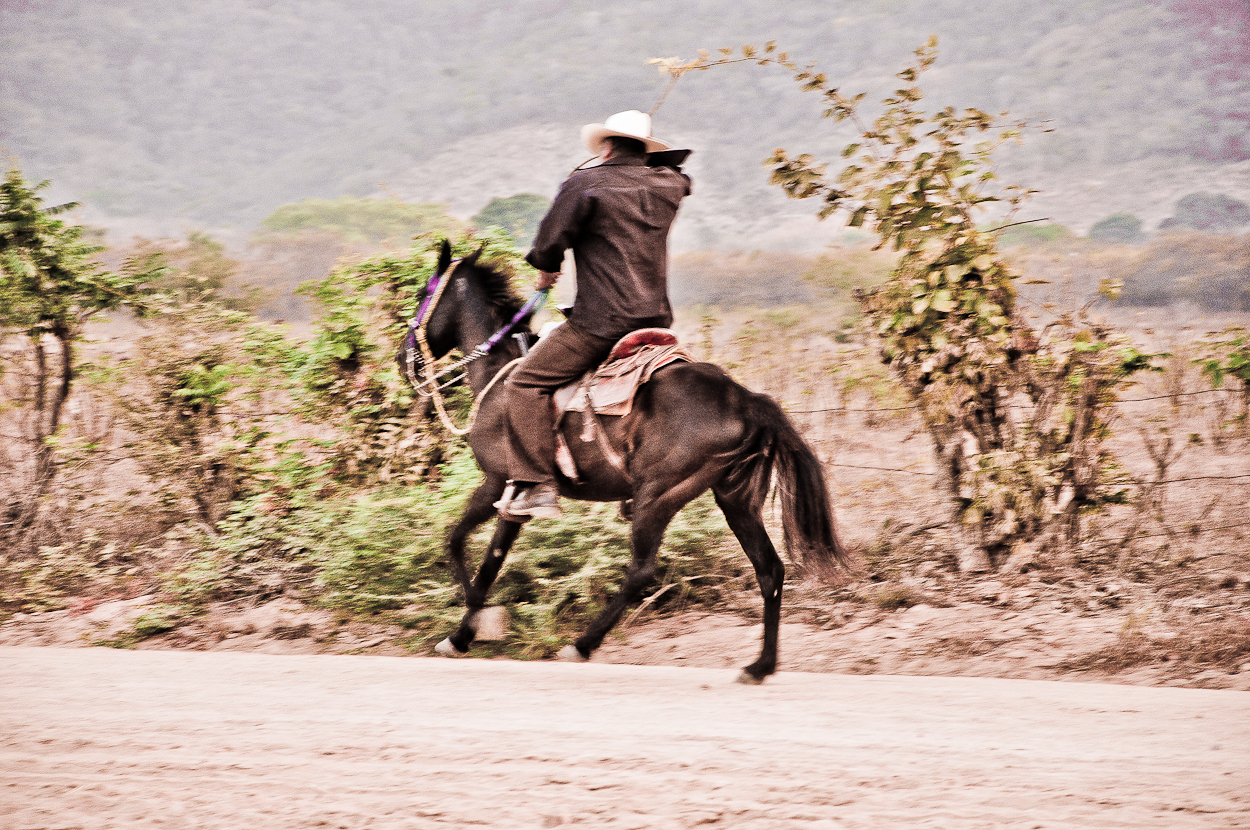

## Реформи кінця XX ст.
В умовах стагнації аграрного сектора з метою збільшення конкуренції та індивідуалізації проведено реформу, яка дозволила приватизацію общинної землі. 7 листопада 1991 року президент Карлос Салінас ініціював обговорення щодо зміни конституції, яке закінчилося прийняттям 1992 року нового аграрного закону. У ньому визначено статус ехідальних господарств, які тепер оголошувалися юридичними особами, а їх члени — повними власниками своїх земельних ділянок.
Законодавство передбачало три варіанти перетворення ехідо. Перший варіант — це консолідація колишньої ехідальної організації. Працівники можуть або розподіляти обов'язки в межах колективу загалом, або розбиватися на самостійні виробничі ланки. Другий варіант перетворення аграрних відносин — це напівприватизація з наділенням ширшими земельними правами ехідатарів без змінення ехідальної власності на парцели, стимулювання індивідуальної та колективної господарської ініціативи, перерозподіл парцел. Третій варіант — повна приватизація ехідо. Ехідальна земля повністю передається у власність селян, провадиться розділення на індивідуальні ділянки. Ехідо при цьому ліквідується на основі рішення загальних зборів ехідатарів.

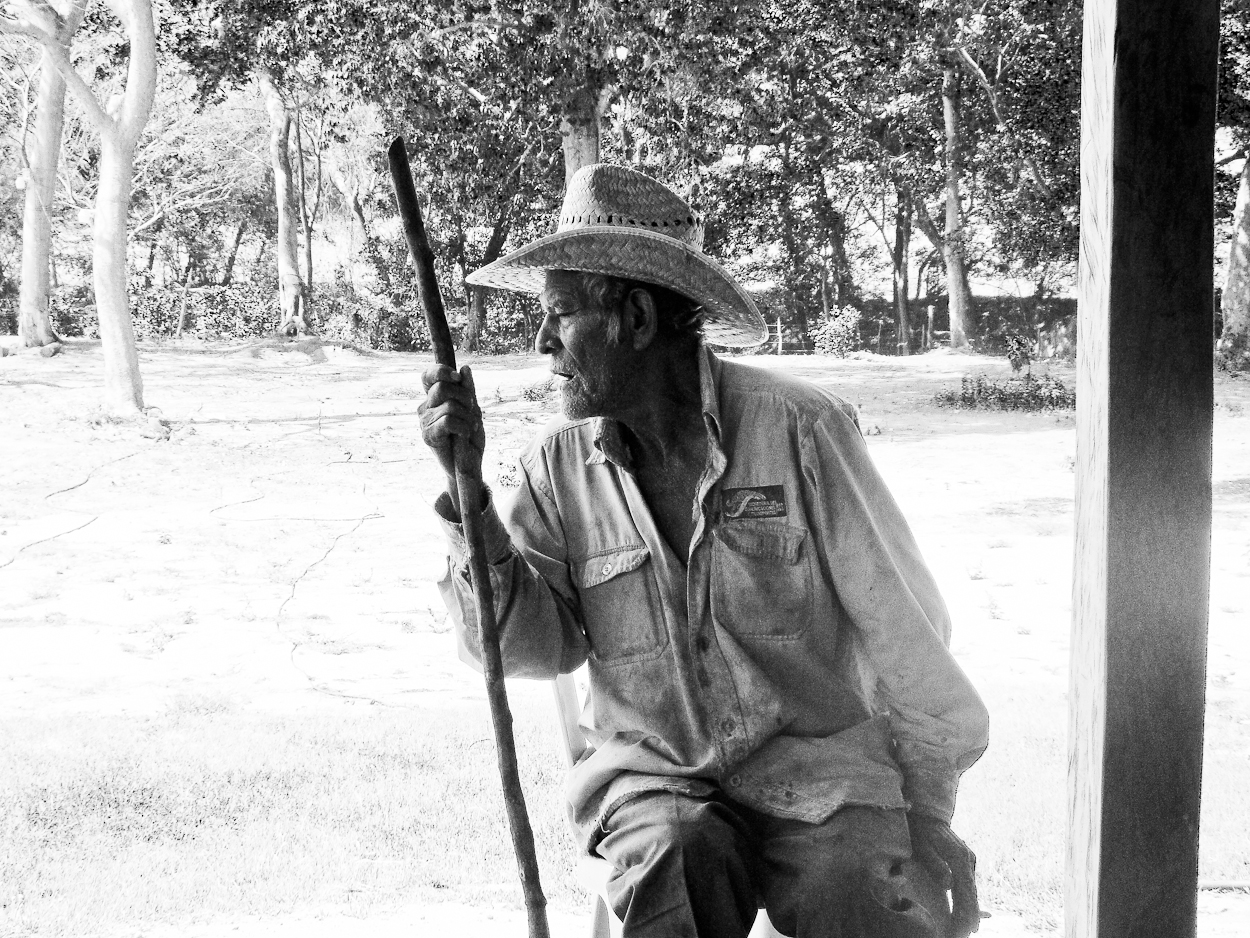
Ехідатар

Держава також відмовилася від розділення між селянами експропрійованої землі, зважаючи на вичерпання фонду земель, які підлягають експропріації, та створення вільного земельного ринку. Отже, якщо в період від 1915 до 1988 року розподілено 80 млн га землі, то в період від 1989 до 1994 рік лише 520 га. Подібна політика викликала обурення сільського населення і призвела 1994 року до створення Сапатистської армії національного визволення.
Основними негативними результатами приватизації общинних земель стали знеземлення частини селян та перехід їх у маргінальні верстви суспільства. Тому низка дослідників зазначає, що, можливо, політику, спрямовану на витіснення общинного землеволодіння, доцільно було б замінити такою модернізацією ехідо, щоб члени громади займалися не тільки обробітком землі, а й промислами. За переписом 2007 року в Мексиці було 28 538 ехідальних господарств і вони володіли 33,6 млн га. Нині на частку ехідо припадає 55 % оброблюваних земель у Мексиці.

## Створення, керівництво та ліквідація ехідо
Ехідо — тип юридичної особи, поширена форма організації суб'єктів ринкових відносин. Закон 1992 року докладно описує порядок створення та ліквідації ехідо. Ехідо можуть створити 20 осіб, при цьому необхідною умовою для цього є наявність у них земельних ділянок, визнання закону та статуту ехідо. Рішення про створення ехідо оформляють письмово і направляють до національного кадастру.
Вищі органи ехідо — його загальні збори, ехідальний комісаріат та контрольна рада. Найважливіші питання вирішуються кворумом щонайменше половини членів ехідо. Рішення приймають не менше ніж 2/3 присутніх на загальних зборах. Для вирішення найважливіших питань потрібна згода переважної більшості членів громади.
Рішення про ліквідацію публікують у основному друкованому органі регіону. Вся земля при цьому, за винятком тієї, на якій розташовані споруди, переходить у власність колишніх ехідатарів.